# Lemon Drop
Lemon Drop – koktajl na bazie wódki o cytrynowym, słodko-kwaśnym smaku, przygotowany z soku z cytryny, triple sec i cukru. Niektórzy błędnie określają Lemon Drop jako odmianę Martini. W rzeczywistości Lemon drop jest bardziej podobny do drinku Brandy Crusta, koktajlu z Nowego Orleanu, którego korzenie sięgają lat 50. XIX wieku i podobnie jak Lemon Drop wyróżnia się osłodzoną obwódką.
Napój został wynaleziony w latach 70. XX wieku przez Normana Jaya Hobdaya, założyciela i właściciela wielu barów w San Francisco w Kalifornii. Istnieją różne odmiany koktajlu, takie jak borówkowe (Blueberry Lemon Drop) i malinowe (Raspberry Lemon Drop). Lemon drop jest podawany w niektórych barach i restauracjach w Stanach Zjednoczonych oraz w lokalach w innych częściach świata.

## Spojrzenie ogólne
Lemon Drop to koktajl o cytrynowym, słodko-kwaśnym smaku, w którym słodkie i kwaśne składniki kontrastują i równoważą się. Napój ten, to koktajl na bazie wódki, który przygotowuje się wraz z sokiem z cytryny, triple sec i cukrem inwertowanym. Do jego przygotowania należy użyć czystej wódki, lub opcjonalnie likieru smakowego. W celu przygotowania kluczowym składnikiem jest sok z cytryny, jednakże dla uzyskania lepszego smaku należy wykorzystać sok świeżo wyciskany zamiast zwykłego komercyjnego odpowiednika. Bardziej słodsze wersje koktajlu są przygotowywane z cytryn Mayera. W niektórych wersjach koktajlu jako triple sec wykorzystuje się likier Cointreau. Jako dekoracja może posłużyć skórka pomarańczy oraz crusta.

## Historia
Źródła i publikacje branżowe wskazują, że sama historia powstania tego drinku nie jest do końca jasna, ale przyjmuje się, że autorem Lemon Dropa jest Norman Jay Hobday, który w 1970 roku podał landrynkowy koktajl jednemu z gości swojego „baru paprociowego”– Henry’s Africa – mieszczącego się w San Francisco na rogu Broadway i Polk Street. Dale DeGroff, słynny barman znany jako „King Cocktail”, który był pionierem nowoczesnej miksologii od lat 80., potwierdził, że Lemon Drop narodził się w Henry Africa's, ale nie mia pojęcia, kto dokładnie go stworzył. Napój ten był pierwotnie podawany w kieliszku koktajlowym (martini glass), ale na początku lat 90. barmani często przygotowywali go w kieliszku od wódki lub shotów. Krótko po wynalezieniu napój szybko rozprzestrzenił się po lokalach w San Francisco.
W 2006 roku przygotowanie Lemon Drop'u zostało pokazane w programie The Oprah Winfrey Show przez Oprah Winfrey i Rachael Ray. Popularność tego koktajlu wzrosła po tamtym wydarzeniu.

## Warianty
Jak większość koktajli, doczekał się wariacji tematycznych w postaci dodania syropu cukrowego w celu osłodzenia, czy użycia soku bądź puree z innych owoców np. borówki, czy maliny (Blueberry Lemon Drop i Raspberry Lemon Drop).

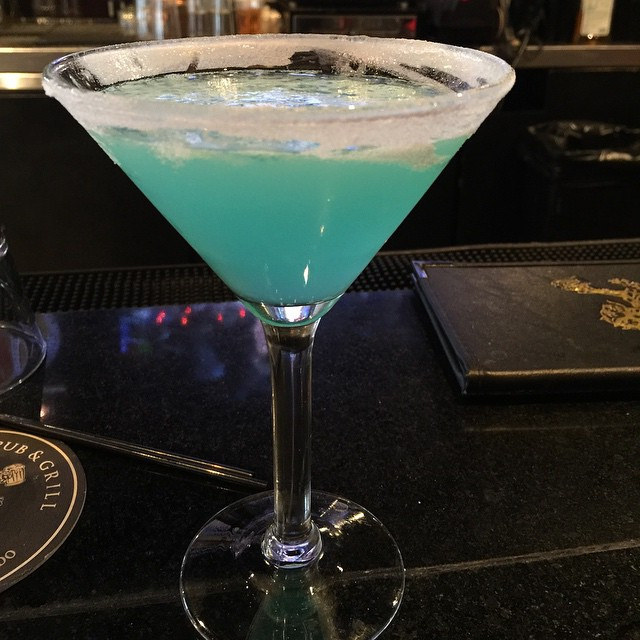
Borówkowy Lemon Drop (Blueberry Lemon Drop)
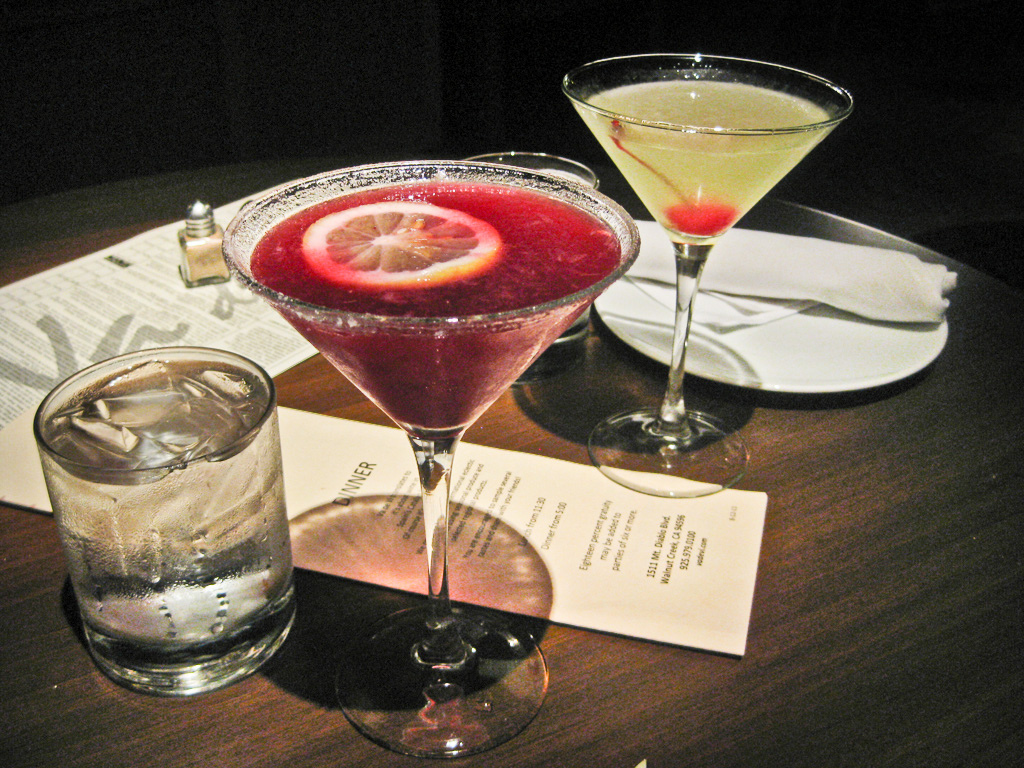
Borówkowo-cytrynowy Lemon Drop i appletini (Blueberry Lemon Drop & Appletini)
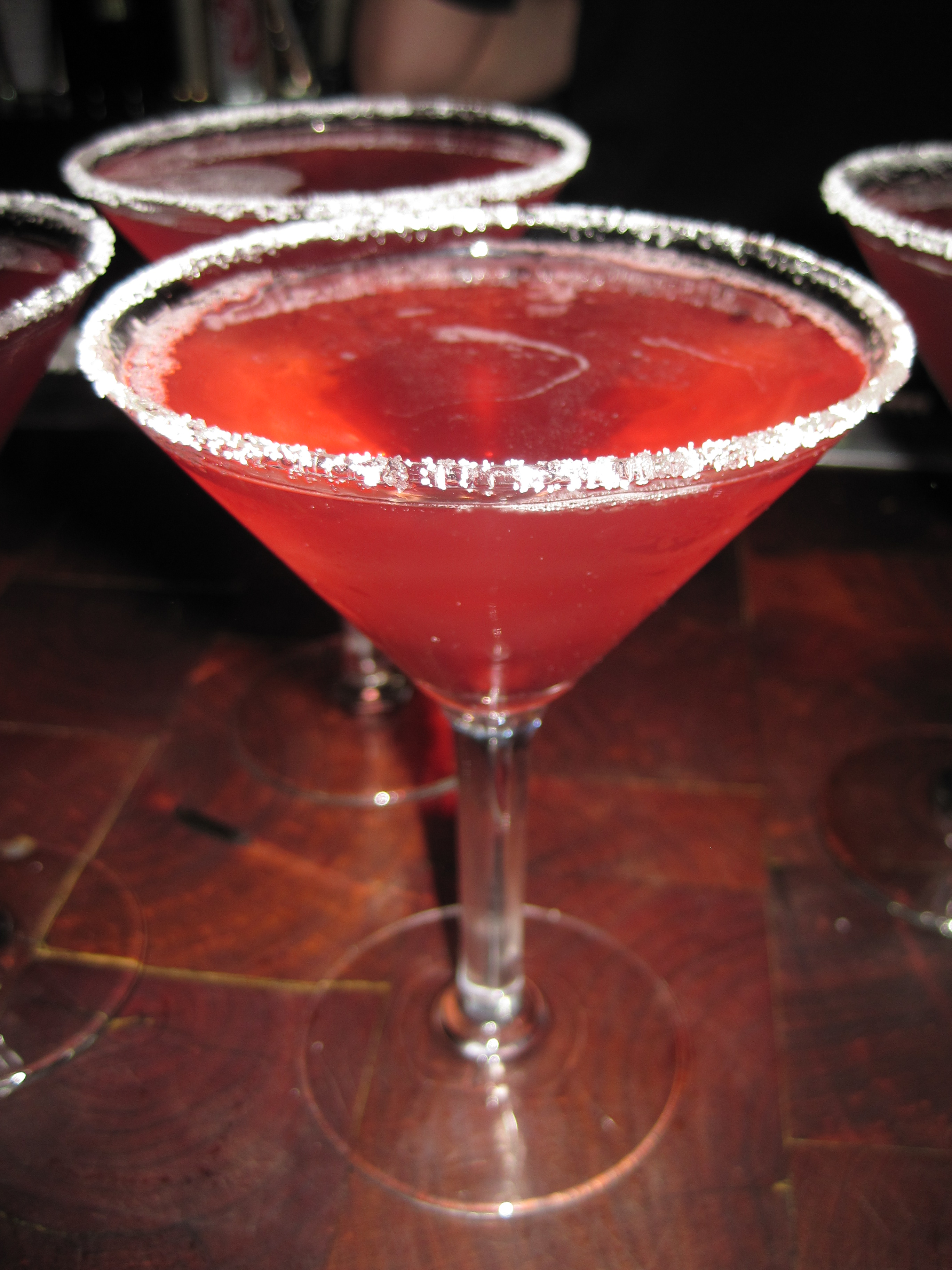
Lemon Drop Martini przygotowany z likierem malinowym
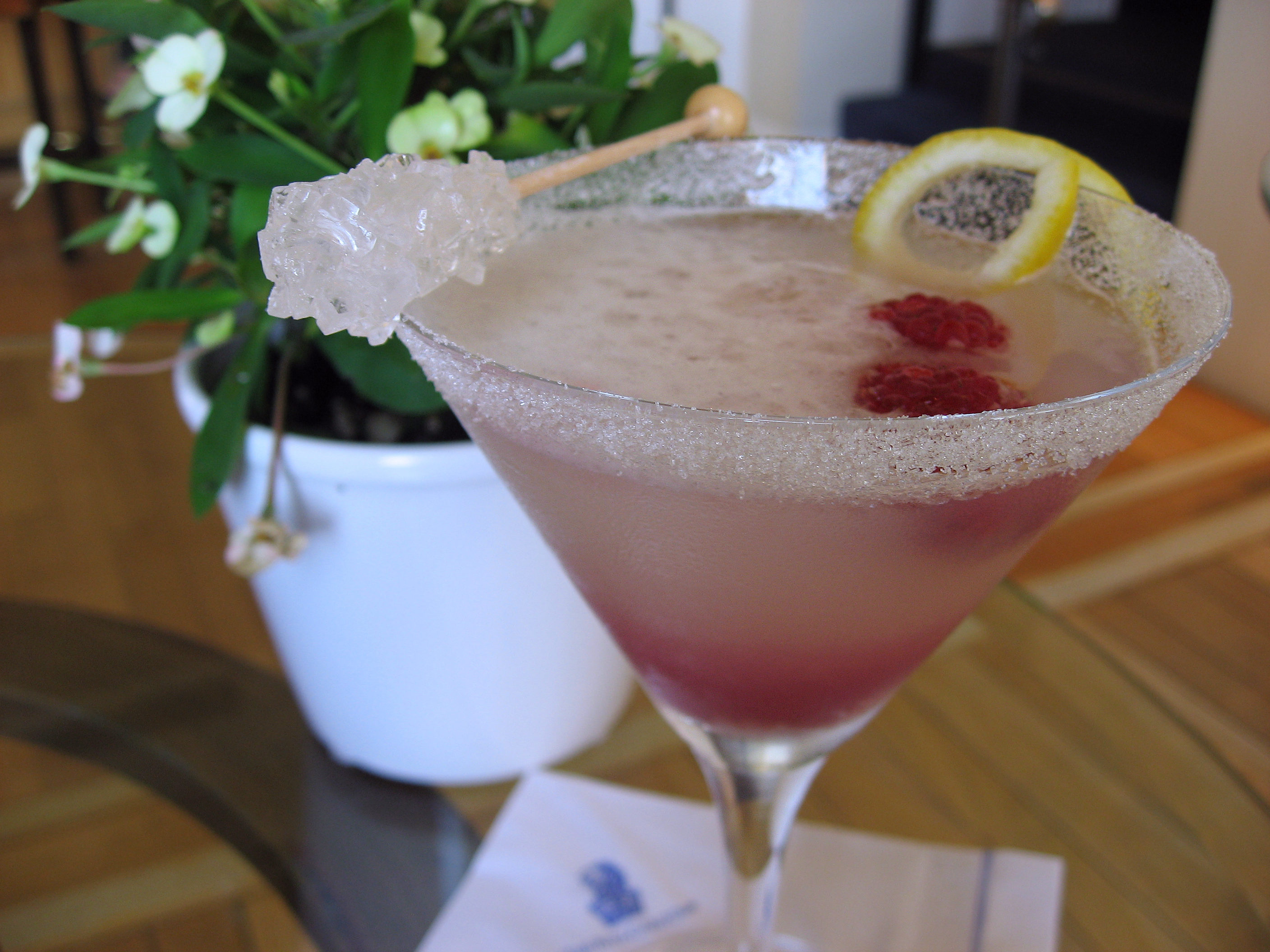
Malinowy Lemon Drop (Raspberry Lemon Drop)

Procedura wykonania wariantów koktajlu Lemon Drop jest taka sama jak w przypadku jego klasycznej wersji. Niektóre koktajle podobne do klasycznego koktajlu Lemon Drop to m.in.: LA Water, Adios Mother, Long Beach Iced Tea, Electric Lemonade, Kamikaze, Peartini, French 75, Caramel Apple i Orange Crush.